# Allan Bergstrand
Allan Svante Fritjof Bergstrand, född 14 mars 1891 i Östra Husby, död 6 oktober 1984 i Lund, var en svensk lärare, litteraturhistoriker och översättare.
Bergstrand blev adjunkt vid Halmstads högre allmänna läroverk 1926 och vid Malmö högre allmänna läroverk 1929 och var därefter lektor i Malmö fram till sin pension 1956. Han blev filosofie doktor vid Lunds universitet 1928 på gradualavhandlingen Den unge Goethe och religionen (1928) och medverkade flitigt i den socialdemokratiska pressen som litteraturkritiker.
Han är dock främst känd som en framstående översättare, av såväl tysk litteratur (framför allt Goethe), som engelsk (Shakespeare) och fransk (Molière). Han redigerade även Goethes Skrifter i urval (Bonnier, 1931–1932; nio vol. i sex band). Bergstrand är begravd på Norra kyrkogården i Lund.

## Översättningar
- Johann Wolfgang von Goethe: Werthers lidanden (Die Leiden des jungen Werthers) (Bonnier, 1912)
- Friedrich von Schiller: Om människans ästetiska fostran (Bonnier, 1915)
- Thomas Mann: Tristan (Åhlén & Åkerlund, 1921)
- Johann Wolfgang von Goethe: Goethes Romerska elegier (Bonnier, 1929)
- Franz Grillparzer: Sappho: sorgespel i fem akter (Gleerup, 1931)
- Lope de Vega: Kärleken gör under (La dama boba) (otryckt översättning för Helsingborgs stadsteater, 1939)
- William Shakespeare: En midsommarnattsdröm (Lagerström, 1946)
- André Maurois: Kvinnor i Paris (Femmes de Paris) (foto: Nico Jesse, Allhem, 1954)
- Ludvig Holberg: Den förvandlade brudgummen: komedi i en akt (Svedala: Föreningsvaror, 1954)
- Ludvig Holberg: Henrik och Pernilla (Henrich og Pernille) (Svedala: Föreningsvaror, 1954)
- Ludvig Holberg: De osynliga: komedi i tre akter (De usynlige) (Svedala: Föreningsvaror, 1956)
- Pierre de Beaumarchais: Barberaren i Sevilla eller Försiktighet förgäves: komedi i fyra akter (otryckt översättning för Göteborgs stadsteater 1962)
- Molière: Komedier (Allhem, 1965) [fem band]
- William Shakespeare: William Shakespeares dramatiska arbeten (Rabén & Sjögren, 1977) [Innehåll: 1, Henry VI : d. 1/3 – 2, Richard III ; Titus Andronicus – 3, Fyra friares fiasko ; Två adelsmän från Verona – 4, Förväxlingskomedien ; Så tuktas en argbigga – 5, Romeo och Julia ; En midsommarnattsdröm – 6, Kung John ; Richard II]
- William Shakespeare: Stormen (The tempest) (otryckt översättning för Kungliga Dramatiska Teatern, 1982)
- William Shakespeare: Henry IV (Atlantis, 1983)
- William Shakespeare: Köpmannen i Venedig ; Mycket väsen för ingenting (Atlantis, 1983)
- William Shakespeare: Henry V (Atlantis, 1984)
- William Shakespeare: Muntra fruarna i Windsor ; Som ni behagar (Atlantis, 1984)
- Pierre de Beaumarchais: Figaros bröllop: komedi (otryckt översättning för Stockholms stadsteater)
- William Shakespeare: Troilus och Cressida ; Hamlet (Atlantis, 1985)
- William Shakespeare: Trettondagsafton eller Vad ni vill : Lika för lika ; Slutet gott, allting gott (Atlantis, 1986)

## Priser och utmärkelser
- 1967 – Sveriges Författarfonds premium till personer för belöning av litterär förtjänst
- 1967 – Svenska Akademiens översättarpris
- 1974 – Elsa Thulin-priset
- 1978 – Sveriges Författarfonds premium till personer för belöning av litterär förtjänst